# Чеслав Янчарський
Чеслав Янчарський, (02 вересня 1911  Грушвиця, Дятковицька волость, Волинська губернія — 19 травня 1971 Варшава, Польща) — польський поет, прозаїк, автор творів для дітей, а також перекладач з російської мови (літературний псевдонім: Ян Анткевич).

## Біографія

### Дитинство
Дитячі роки Чеслава пройшли на Волині у Грушвиці, в родинному маєтку прадідуся Степана Ліпського (гербу Граб'є). Мати письменника, Ванда, рано осиротіла й виховувалася в родині тітки Антоніни та Збігнєва Негребецьких, які успадкували Грушвицький маєток Ліпських. Під час навчання у Кракові вона познайомилася із Людвіком Янчарським, студентом медичного університету. Невдовзі вони одружилися, у родині крім Чеслава було ще троє дітей: Збігнєв, Галина та Дагни.
Коли Чеславу виповнилося чотири роки, його батька, Людвіка, забрали на фронт, як хірурга. Він загинув у бою під час Першої Світової війни. 
У 1921 році мати Чеслава Янчарського вдруге вийшла заміж за Станіслава Грековича, командира 2-го ескадрону, 9-го полку Малопольських уланів, який певний час перебував у Грушвиці. У подружжя народилася дочка Марія, ще одна сестра письменника.

### Освіта
Початкову освіту Чеслав Янчарський здобув удома. Пізніше закінчив Рівненську державну гімназію імені Тадеуша Костюшка. 
Письменник ще з дитинства почав писати вірші та п’єси, які презентував у родинному колі. У 1928-31 роках Чеслав редагував міжшкільний журнал "Echa Szkolne" і публікував там свої перші твори.
У 1932 році він почав навчання на факультеті математики та природничих наук Університету Яна Казимира у Львові, з 1934 року - вивчав у Варшавському університеті польську мову. Навчання закінчив у 1938 році. 
За ініціативи Чеслава Янчарського у 1935 р. було створено поетичну групу «Волинь». До її складу входили польські поети Зузанна Ґінчанка, Вацлав Іванюк, Чеслав Янчарський, Юзеф Лободовський, Владислав Мільчарек, Зиґмунт Ян Румель, Стефан Шайдак, Ян Спєвак.
Під час навчання підтримував тісні контакти з групою письменників під назвою "Околиця поетів", зорганізованою Йозефем Чеховичем, відомим люблінським літературознавцем і поетом. У грушвицькому маєтку Чеслава Янчарського гостювали такі молоді письменники як Вацлав Іванюк та Єжи Анджеєвський.
У 1935 дебютував як поет для дітей в пісеннику "Мед", за редакцією Яніни Поражинської.

### Друга Світова війна
Після початку Другої Світової війни Чеслава Янчерський переїхав з Варшави до родинного маєтку в Грушвиці. Але там він довго не затримався. Після вторгнення Червоної Армії у Західну Україну родина письменника, побоюючись арешту НКВД,  22-23 вересня 1939 року поспішно виїхали з Грушвиці спочатку до Львова, а потім переїхали в Польщу та оселилася в селі Йозефів, у районі Любліна. У 1944-1946 роки він жив у Курові і викладав в одній зі шкіл у Люблінському воєводстві. 

### Сім'я
Челав Янчарський одружився із Хрестиною Завадською, у них народилися двоє дітей: Яцек — письменник, драматург, сатирик, сценарист та Марія — випускниця Академії образотворчих мистецтв у Варшаві, співробітниця польського телебачення. 

### Професійна робота
З 1946 Чеслав Янчарський жив і працював у Варшаві. Був організатором команди декламаторів "Живе Слово" (1946-1950), членом редколегії журналів для дітей "Іскорки" та "Цвіркунець" (1950-1955), разом з Тадеушом Кубяком і Богданом Остромецьким працював редактором поезії на польському радіо (1955-1957).
Через комуністичну цензуру Чеслав Янчарський не міг писати про Волинь, тому зосередився на творах для дітей. У своїй творчості намагався пропагувати універсальні патріотичні цінності серед наймолодших читачів: прихильність до рідної землі та необхідність знати її історію, турботу про природу, повагу до національних символів, виховання національних і сімейних традицій та моделей поведінки в дома, школі та дитячому садку.
Спільно з графічним художником Збігнєвим Рихліцьким він створив літературний образ симпатичного Ведмедика Вухастика — героя кількох книг Янчарського і більше ста телевізійних мультфільмів («вечірніх казочок») на польському телебаченні (оповідач Мечислав Чехович). Чеслав Янчарський також творцець і головний редактор двотижневика для наймолодших читачів "Ведмедик" (1957).
До поезії для дорослих і теми Волині Янчарський повернувся після жовтня 1956 року.
Як зазначає Ядвіга Савіка у своїй книзі «Волинська поезія на кордоні»: "Поезія і Волинь - це були для Чеслава синоніми".
Чеслав Янчарскі помер від серцевого нападу, що стався під час зустрічі з молоддю в початковій школі у місті Седльце, смерть настала через кілька днів у лікарні Варшави.

## Творчість
Чеслав Янчарський — є автор 8 збірок віршів, близько 80 книг для дітей і молоді, великої кількості «одиничних» віршів, оповідань та інших літературних творів, а також численних перекладів з інших мов. Твори Янчарського перекладено англійською, білоруською, каталонською, македонською, нідерландською, португальською, російською, словацькою, словенською, угорською, фінляндською, японською  мовами. Польське телебачення продало права на показ мультфільмів про Ведмедика Вухастика 22 країнам, в тому числі Канаді, Ірану, Японії та ряду африканських країн.

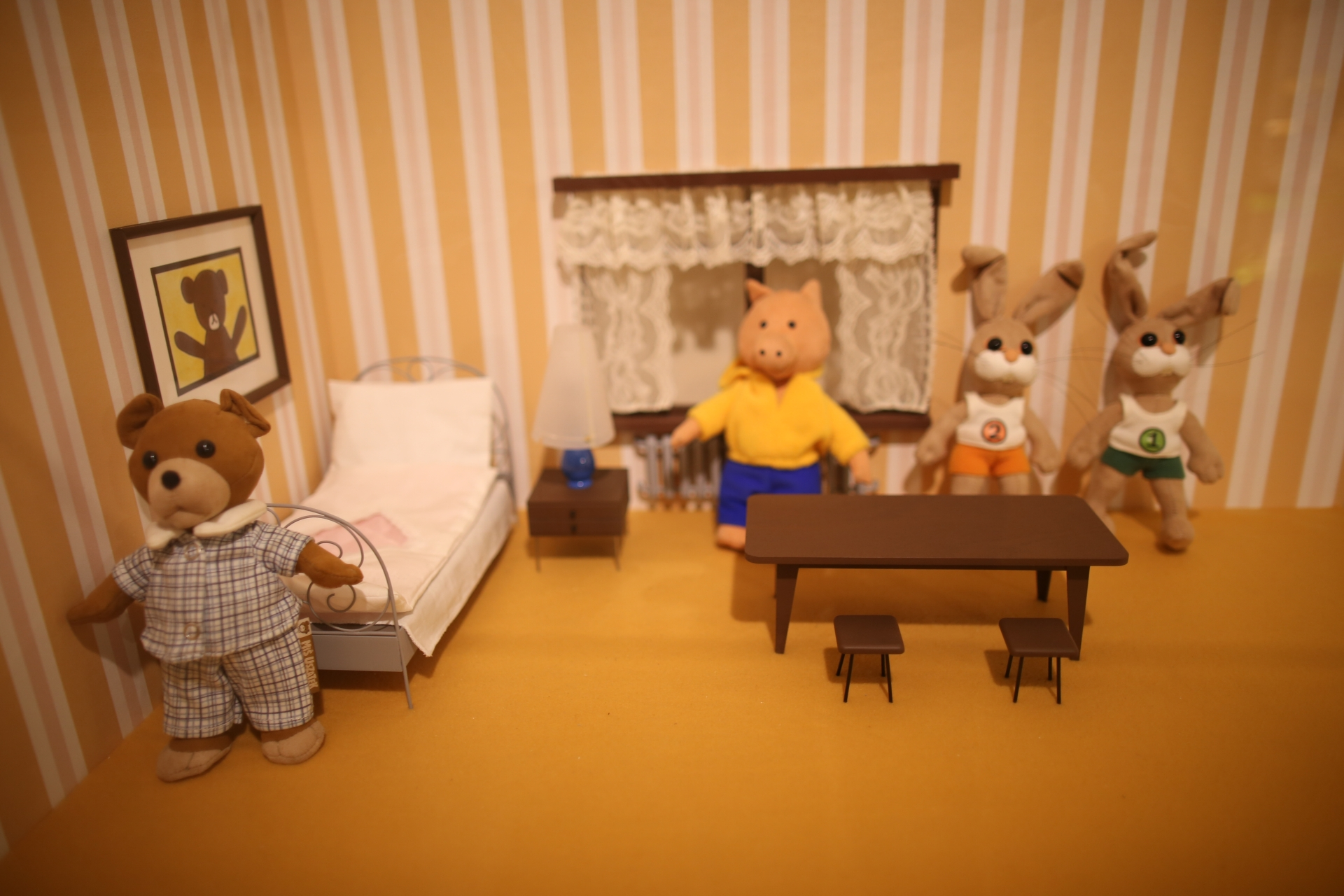
Мультфільм про Ведмедика Вухастика

### Збірки віршів
- «Акварель (Akwarelą)» (1933)
- «Ім’я на корі (Imię na korze)» (1934)
- «Блакитна хустка (Błękitna chustka)» (1936)
- «Аркуш поетичний» (1938)
- «Обрізання листя (Wykrój liścia)» (1957)
- «Глечик та джерело (Dzbanek i źródło)» (1960)
- «Вірші природи (Wiersze z natury)» (1966)
- «Портрет з гілок і трави (Portret z gałązek i ziół)» (1970)

### Твори для дітей

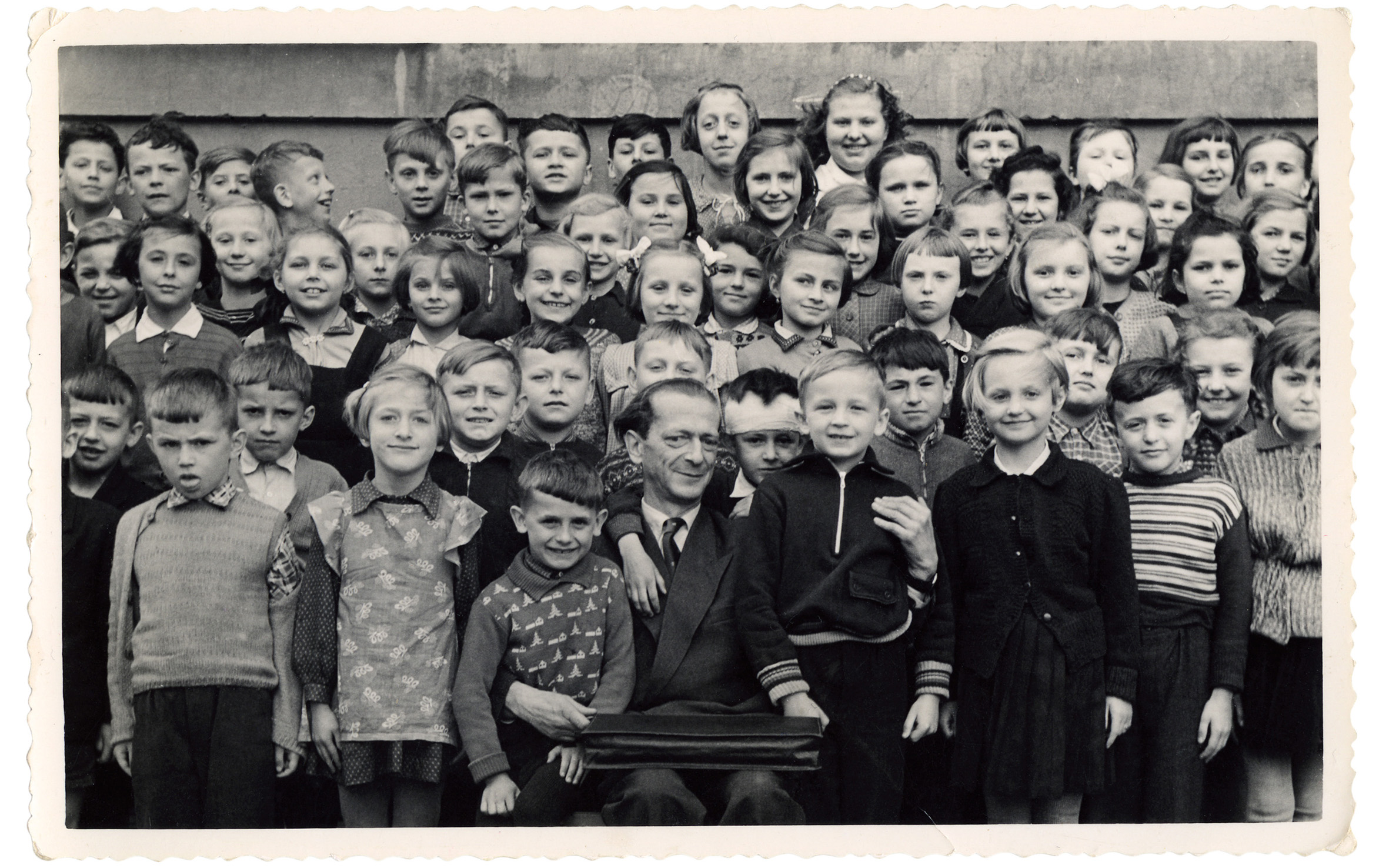
Чеслав Янчарський з дітьми

- «Як Войтек став пожежником (Jak Wojtek został strażakiem)» (1950)
- «Дитячий садок (Przedszkole na Kole)» (1952)
- «Сліди (Ślady)» (1953)
- «Веселий Флорек (Wesoły Florek)» (1956)
- «Ноти цвіркунця (Świerszczykowe nutki)» (1957)
- «Попелюшка (Kopciuszek)» (1957)
- «Хто живе в лісі (Kto w lesie mieszka)» (1958)
- «Де живе казка (Gdzie mieszka bajeczka)» (1958)
- «Про Білосніжку і сім гномів (O królewnie Śnieżce i siedmiu krasnoludkach)» (1959)
- «Пригоди та походи Ведмедика Вухастика (Przygody i wędrówki Misia Uszatka)» (1960)
- «Алфавіт природничий (Abecadło przyrodnicze)» (1962)
- «Тигрик із золотим серцем (Tygrys o złotym sercu)» (1963)
- «Нові друзі Ведмедика Вухастика (Nowi przyjaciele Misia Uszatka)» (1963)
- «Листи, листи, листи (Listy, listy, listy)» (1964)
- «Граматика Ведмедика Вухастика (Gromadka Misia Uszatka)» (1964)
- «Казки Ведмедика Вухастика (Bajki Misia Uszatka)» (1967)
- «Зачароване коло Ведмедика Вухастика (Zaczarowane kółko Misia Uszatka)» (1970)
- «Наша земля і сонце» (1972) - посмертна збірка віршів під редакцією Е. Бржози.

## Нагороди
- Золотий хрест за заслуги (1957)
- Приз міста Варшави (1958 )
- Приз прем'єр-міністра (1960 )